# Alting bliver godt igen
Alting bliver godt igen er en dansk film fra 2010 instrueret af Christoffer Boe, der også har skrevet manuskriptet.

## Medvirkende
- Falk -- Jens Albinus
- Helena -- Marijana Jankovic
- Siri -- Paprika Steen
- Hacon -- Nicolas Bro
- Karl -- Søren Malling
- Finsen -- Benjamin Boe Rasmussen
- Mads Larsen -- Rasmus Botoft

## Eksterne Henvisninger
- Alting bliver godt igen på Internet Movie Database (engelsk)
- Alting bliver godt igen på Filmdatabasen
- Alting bliver godt igen på danskefilm.dk
- Alting bliver godt igen på danskfilmogtv.dk
- Alting bliver godt igen på Scope
- Alting bliver godt igen i Svensk Filmdatabas (svensk)
- Alting bliver godt igen på AlloCiné (fransk)
- Alting bliver godt igen på MovieMeter (nederlandsk)
- Alting bliver godt igen på AllMovie (engelsk)
- Alting bliver godt igen på Turner Classic Movies (engelsk)